# Savignano sul Rubicone
Savignano sul Rubicone (romanyol nyelven Savgnèn) település Olaszországban, Emilia-Romagna régióban, Forlì-Cesena megyében. Lakosainak száma 17 842 fő (2023. január 1.). Savignano sul Rubicone Gatteo, Longiano, San Mauro Pascoli és Santarcangelo di Romagna községekkel határos.

## Népesség
A település lakossága az elmúlt években az alábbi módon változott:
| Lakosok száma | 17 823 | 17 744 | 17 842 |
|               | 2017   | 2018   | 2023   |